# Trisepalum
Trisepalum es un género con trece especies de plantas herbáceas  perteneciente a la familia Gesneriaceae. Es originario del sur de China.

## Descripción
Es una planta herbácea perennifolia caulescente, ocasionalmente monocárpica, a menudo leñosas en la parte baja, a veces con ramas dispersas leñosas , los tallos jóvenes densamente lanosos. Las hojas son opuestas. Las inflorescencias en cimas axilares, con bractéolas inconspicuas a muy grandes. Sépalos connados desiguales para formar un cáliz tri - partido . Corola acampanada de forma oblicua , de color blanco o violeta claro . El fruto es una cápsula, generalmente trenzada y dehiscente.

## Distribución y hábitat
Se distribuyen por el sur de China en Yunnan, y en Birmania, Tailandia y la península malaya. Se encuentra en las rocas húmedas, dentro o fuera de los bosques. 

## Taxonomía
El género fue descrito por  Henry Fletcher Hance y publicado en Journal of Botany, British and Foreign 21(6): 167. 1883.
Etimología
Trisepalum nombre genérico que deriva del griego  τρεις,  treis = "tres" , y del latín sepalum = "sépalo" , aludiendo al (aparentemente) cáliz trímero , en el que los tres lóbulos de la parte superior  están fusionados ± a la punta , mientras que los dos inferiores son casi libres. 

## Especies
| - Trisepalum acaule - Trisepalum acutum - Trisepalum albidum - Trisepalum amplexicaule - Trisepalum birmanicum - Trisepalum glabrescens - Trisepalum glanduliferum - Trisepalum kingii | - Trisepalum lineicapsa - Trisepalum longipetiolatum - Trisepalum obtusum - Trisepalum prazeri - Trisepalum robustum - Trisepalum speciosum - Trisepalum strobilaceum - Trisepalum subplanum |